# Billiatt Conservation Park
Billiatt Conservation Park är en park i Australien. Den ligger i delstaten South Australia, omkring 150 kilometer öster om delstatshuvudstaden Adelaide.
Trakten runt Billiatt Conservation Park är nära nog obefolkad, med mindre än två invånare per kvadratkilometer.. Närmaste större samhälle är Wanbi, omkring 18 kilometer norr om Billiatt Conservation Park.
Omgivningarna runt Billiatt Conservation Park är i huvudsak ett öppet busklandskap. Genomsnittlig årsnederbörd är 344 millimeter. Den regnigaste månaden är februari, med i genomsnitt 57 mm nederbörd, och den torraste är december, med 13 mm nederbörd.